# Neostichtis inopinatus
Neostichtis inopinatus là một loài bướm đêm trong họ Noctuidae.